# أوسكار مارتين
أوسكار مارتين (بالإسبانية: Oscar Martín)‏ هو لاعب كرة قدم أرجنتيني في مركز الدفاع، ولد في 23 يونيو 1934 في بوينس آيرس في الأرجنتين، وتوفي في 2018. لعب مع أرجنتينوس جونيورز.

## وصلات خارجية
- أوسكار مارتين على موقع الاتحاد الأوربي (الإنجليزية)
- أوسكار مارتين على موقع قاعدة بيانات كرة القدم.إي يو (الإنجليزية)
- أوسكار مارتين على موقع ناشيونال فوتبول تيمز (الإنجليزية)